# Oliehoorn
Oliehoorn is een Nederlandse fabrikant van sauzen en frituurvetten. Het bedrijf werd in 1981 in Hoorn opgericht door K. van Kalken.
In 1992 nam het bedrijf het Drentse bedrijf Frischo over, waarna de productie explosief gegroeid is. Inmiddels exporteert het bedrijf zijn producten naar België, Duitsland, Spanje, Griekenland, Kroatië en Portugal.